# Davide Baldaccini
Davide Baldaccini, né le 22 mai 1998 à San Giovanni Bianco, est un coureur cycliste italien. Il évolue au sein de l'équipe Corratec.

## Biographie
Davide Baldaccini est originaire de San Giovanni Bianco, en Lombardie. Il commence le cyclisme à l'âge de onze ans au sein de la Pedale Brembillese,. Victorieux dès sa deuxième course, il court ensuite à l'US Paladina, avant d'intégrer le club LVF chez les juniors. 
Lors de la saison 2016, il se distingue en obtenant quatre succès. Il se classe également troisième d'une étape du Grand Prix Général Patton, manche de la Coupe des Nations Juniors. En octobre, il est sélectionné en équipe nationale pour participer aux championnats du monde, où il prend la 81e place de la course en ligne juniors. Quelques mois plus tard, il réalise ses débuts espoirs chez Colpack. Il reste dans ce club en 2019, lorsque celui-ci devient une équipe continentale.
En 2021, il décide de rejoindre l'équipe Casillo-Petroli Firenze-Hopplà, qui évolue au niveau amateur italien. Sous ses nouvelles couleurs, il remporte une course régionale et termine notamment quatrième de la première étape du Tour d'Italie espoirs, ou encore sixième du Trophée de la ville de San Vendemiano. L'année suivante, il retrouve le niveau continental au sein de la formation Corratec.

## Palmarès et résultats

### Palmarès amateur
- 2018
  - Gran Premio Montanino
  - Astico-Brenta
- 2019
  -  Champion d'Italie du contre-la-montre par équipes espoirs
  - Coppa Penna
  - Dalle Mura al Muro
  - 3e de la Freccia dei Vini
- 2021
  - Giro della Valsangone
  - 2e du Trofeo Sportivi di Briga
  - 2e du Giro del Medio Polesine

### Palmarès professionnel
- 2023
  - 3e étape du Tour du lac Qinghai
  - 3e du Tour du lac Qinghai

### Classements mondiaux
| Année                                 | 2019  | 2020  | 2021 | 2022 | 2023 | 2024  |
| ------------------------------------- | ----- | ----- | ---- | ---- | ---- | ----- |
| Classement mondial                    | 3076e | 1617e | nc   | nc   | 471e | 1023e |
| UCI Europe Tour                       | 1892e | 1201e | nc   | nc   | nc   | nc    |
|                                       |       |       |      |      |      |       |
| Légende : nc = non classéSource : UCI |       |       |      |      |      |       |